# Cima Fontanaccia
La cima Fontanaccia è una montagna dell'Appennino ligure, alta 1153 m s.l.m.. La vetta della montagna è interamente compresa nel comune di Cogoleto.

## Caratteristiche

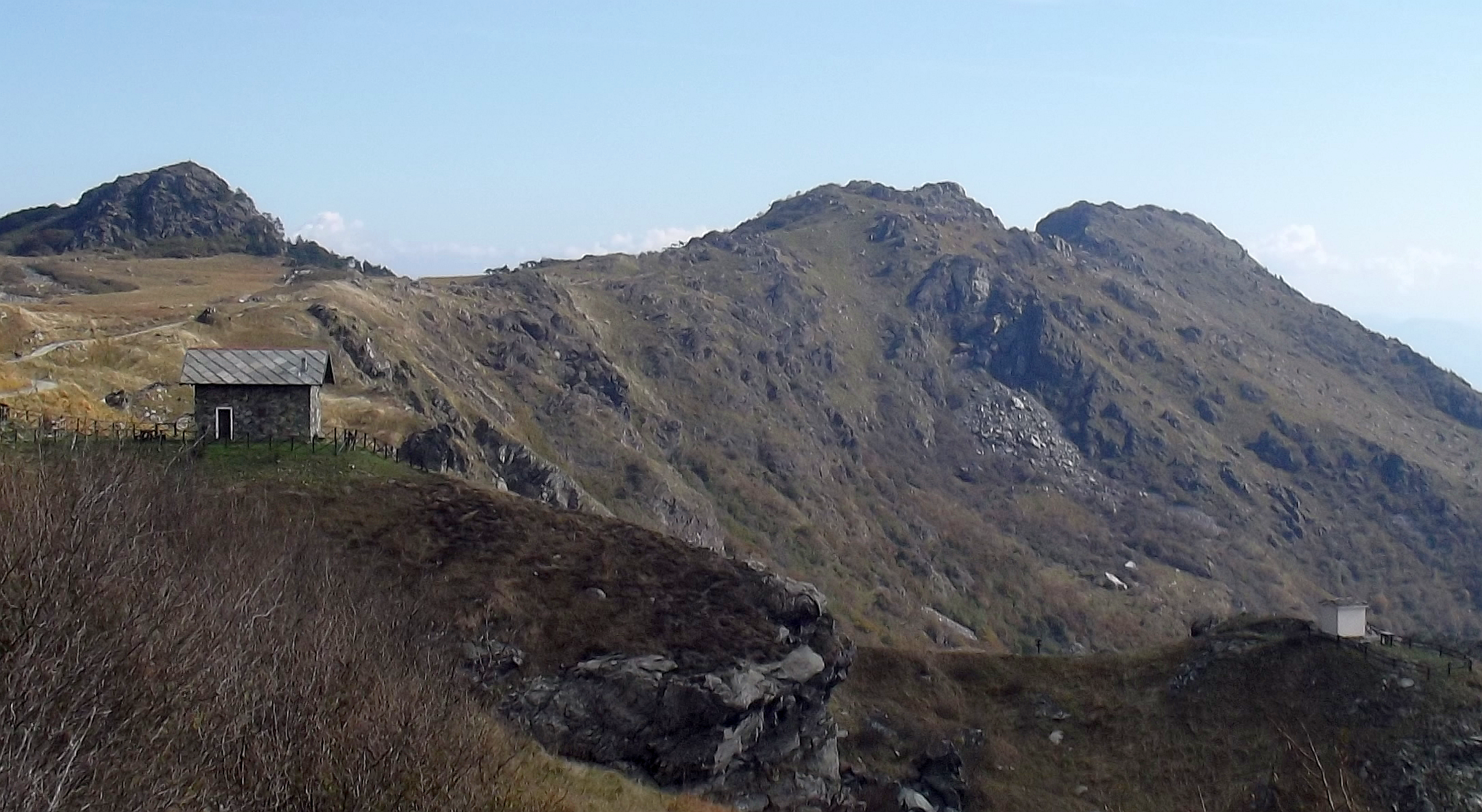
La cima Fontanaccia (al centro) tra il Bric Resunnou (sin) e il monte Rama (dx).

La cima Fontanaccia si trova su una cresta secondaria che si diparte dallo spartiacque principale appenninico in corrispondenza del colletto tra il bric Resonau e la Rocca del Lago e si dirige in direzione est-sud-est fino alla sommità del monte Rama. Meno nota di quest'ultimo, in quanto non così ben visibile dai paesi della costa, lo sovrasta tuttavia di alcuni metri.
Dal punto di vista geologico, la montagna è collocata nel complesso delle serpentine di Capanne di Marcarolo, appartenenti a loro volta al gruppo dei calcescisti con pietre verdi di Voltri, risalenti al Giurassico-Cretaceo. Poco sotto alla cima è collocata una piccola conca che rappresenterebbe una piccola formazione morenica molto ben conservata.

## Ascensione alla vetta

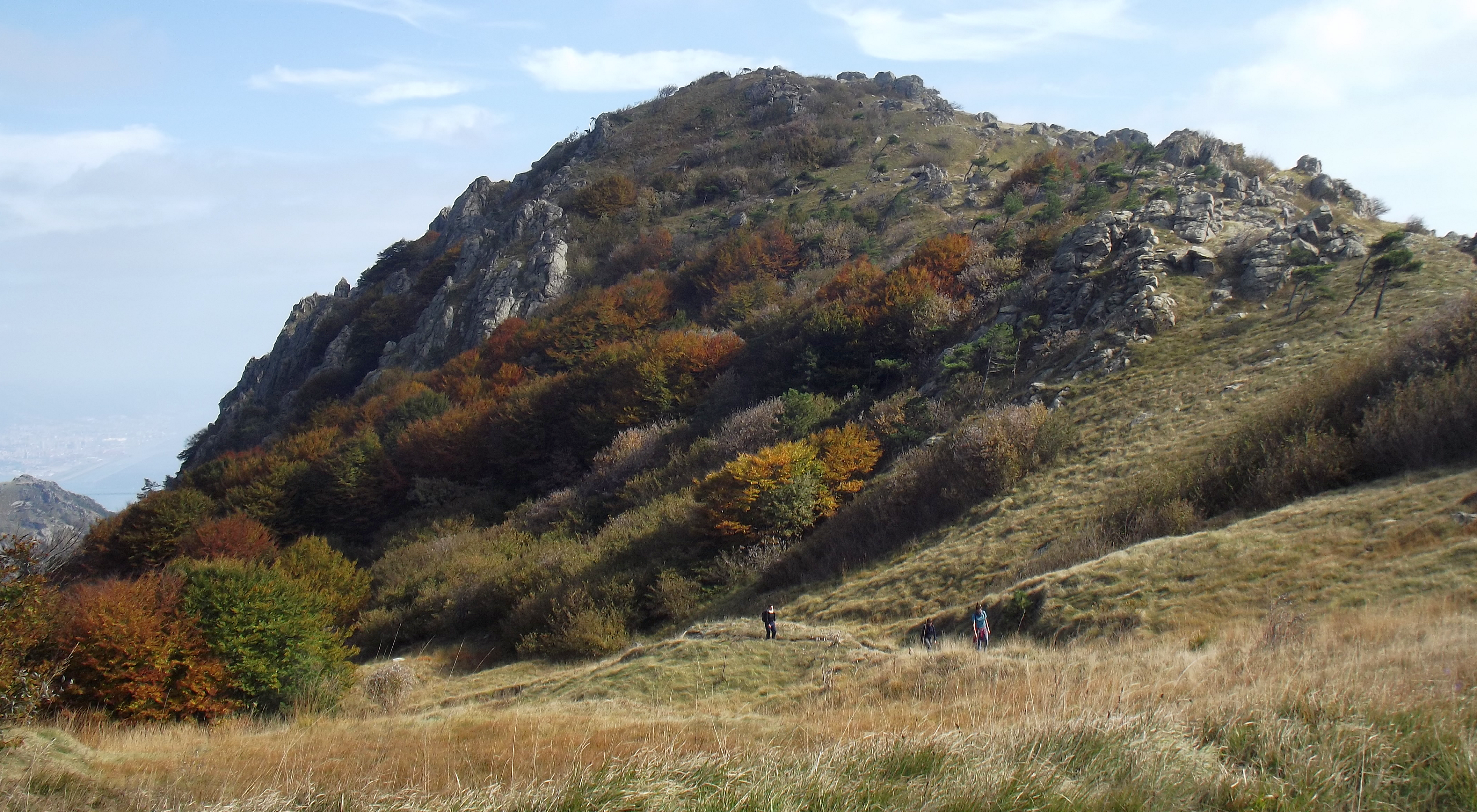
Le pendici settentrionali della cima Fontanaccia, a sinistra sullo sfondo il porto di Genova.

Per salire in vetta vi sono diversi itinerari.
Un itinerario lungo ma caratteristico, con diversi spunti di interesse sia naturalistico che storico-etnografico, è quello che partendo dalla frazione Lerca di Cogoleto, risale il vallone del Lerca fino al colletto di bric Resonau, dal quale poi raggiunge il versante sud della vetta passando nei pressi della cresta. Il tempo di percorrenza è valutato in 3,15 ore circa, e la difficoltà del sentiero è data come E. Per la salita al punto culminante si devono percorrere alcune decine di metri su una traccia e, alla fine, un paio di metri di facile arrampicata.
Al monte Rama, e per cresta alla vicina cima della Fontanaccia, si può anche arrivare per la cosiddetta via diretta, che si sviluppa invece sul versante ovest, lungo il sentiero indicato con un cerchio rosso pieno. Il primo tratto è in comune all'itinerario precedente, poi se ne distacca a sinistra per risalire in prossimità della cresta e seguirla fino in vetta, passando sotto il bric Camulà. Anche questo itinerario è valutato come E fino al monte Rama.

## Punti di appoggio
- Rifugio Prato Rotondo (1108 m);
- Rifugio Padre Rino  (903 m)[6]